# Pau Cubarsí
Pau Cubarsí Paredes, född 22 januari 2007 i Girona, är en spansk professionell fotbollsspelare, som spelar för LaLiga klubben FC Barcelona och det spanska landslaget.

## Karriär
Pau Cubarsí inledde sin seniorkarriär i Barcelonas B-lag år 2023. 2024 debuterade han i dess A-lag. Han har representerat Spanien på flera ungdomsnivåer sedan 2022 och debuterade i Spaniens seniorlag 2024. Han blev olympisk guldmedaljör i fotboll vid olympiska sommarspelen 2024 i Paris efter att Spanien slagit Frankrike i finalen.